# Сайфутдинов, Эмиль Дамирович
Эми́ль Дами́рович Сайфутди́нов (тат. Emil Damir uğlı Səyfetdinov, Эмиль Дамир улы Сәйфетдинов, пол. Emil Damirowicz Sajfutdinow; род. 26 октября 1989, Салават) — российский спидвейный гонщик. Мастер спорта России международного класса. Трёхкратный чемпион мира в командном зачёте (2018, 2019, 2020). Двукратный чемпион мира среди юниоров (2007, 2008). Стал первым российским спортсменом, получившим право участия в мировой серии Гран-При по спидвею на постоянной основе, и уже на первом этапе Гран-При стал его победителем, став одновременно самым молодым победителем этапа Гран-При.
Трижды бронзовый призёр Личного чемпионата мира по спидвею (серии Гран-При) — 2009, 2019, 2021; дважды бронзовый призёр Командного чемпионата мира по спидвею — 2012 и 2017, двукратный чемпион Европы — 2014, 2015.

## Семья
Отец — Дамир Шамилевич Сайфутдинов (20 января 1962 — 4 мая 2013) — главный тренер СК Салават, тренер сборной России по гаревому спидвею.
Брат — Денис Сайфутдинов (род. 2 июня 1981, Салават), также спидвейный гонщик. 
В 2007—2010 гг. оба брата выступали в России за один клуб (2007, 2008 — Мега-Лада; 2009, 2010 — Турбина).

## Клубная карьера

### В России
Мотоспортом начал заниматься в родном городе — Салават (Башкортостан).
В первых соревнованиях (мотокросс 65 см3) участвовал в 1998 году за родной клуб из Салавата, однако позже сосредоточился на гаревом спидвее.
В 2001—2003 гг. участвовал в соревнованиях по спидвею в юношеском зачёте за команду «Салават». 
В 2002 году проходил стажировку в башкирском клубе - "Лукойл" (г. Октябрьский).
В 2003 году после приглашения, начал выступать за тольяттинский клуб Мега-Лада в юношеских соревнованиях.
В 2005 году дебютировал в Командном чемпионате России по спидвею за Мега-Ладу. Первой гонкой стала встреча Мега-Лады с Востоком из Владивостока, в первом заезде Эмиль пришёл 4 (после Даркина, Ерошина и Каминского), а в своём следующем заезде набрал первые 2 очка чемпионата России (заезд: Даркин, Сайфутдинов, Столяров, Казионный). Гонка окончилась со счётом 58:31 в пользу Мега-Лады, Эмиль набрал 3 очка и 1 бонус в 3 заездах (0; 2*; 1).
В сезоне 2006 из-за разногласий с руководством Мега-Лады не участвовал в чемпионате, сосредоточившись на выступлениях в польской лиге. По этой причине Эмиль Сайфутдинов не участвовал в 2006 году ни в одном международном соревновании, а в России выступил только 1 раз, в КЧРЮ в составе команды «Приморье», где провёл только один заезд. На следующий год Эмиль вернулся в Тольятти.
В чемпионатах 2007 и 2008 года в составе Мега-Лады являлся лучшим гонщиком страны среди всех гонщиков-нелегионеров.
После завершения сезона 2008 Эмиль Сайфутдинов заключил контракт с балаковской Турбиной, где ему были предложены несколько лучшие условия, в составе которой и стал чемпионом России сезона 2009, вновь став лучшим гонщиком России по среднезаездному результату. Примечательно, что в сезоне 2010 официально числился гонщиком Турбины, однако из-за ряда травм и занятости в европейских лигах и международных соревнованиях не участвовал ни в личном, ни в командном чемпионате России (однако успел провести 2 гонки за «Турбину» в Украинской лиге спидвея).
В 2013 году покинул СК «Турбина» ввиду финансовых трудностей клуба и продолжил карьеру в СК «Салават». В «Салавате» спортсмен выступал 2 сезона на собственных мотоциклах и за собственный счет, чтобы, во-первых, отдать дань памяти отцу, управлявшему клубом, во-вторых, чтобы привлечь болельщиков на трибуны и привлечь внимание к молодым российским талантливым гонщикам, не получающим в России никакой поддержки".
В 2018 году Сайфутдинов подписал контракт с балаковской Турбиной.

### В Европе
На 2006—2008 года Эмиль Сайфутдинов подписал трехлетний контракт с командой польской экстралиги Полония Быдгощ, что произошло во многом из-за рекомендации шведского гонщика Андреаса Йонссона, заметившего юного российского гонщика на гонке «Большой Владивосток» в конце 2005 года. Сайфутдинов стал одним из лидеров польской команды, выступая в её составе 7 лет (2006—2012), не покидая клуб даже в те годы, когда он опускался в 1ПЛ. Однако в 2013 г. перешёл в другой клуб Экстралиги — Влукняж Ченстохова, где выступал вместе с другим известным российским гонщиком — Григорием Лагутой.
Переход Эмиля из клуба «Влукняж» в «Унибакс» перед сезоном 2014 г. обернулся скандалом: по словам Сайфутдинова, клуб задолжал ему 1 млн злотых и препятствовал переходу в «Унибакс». Руководство «Влукняжа», в свою очередь, оштрафовало спортсмена на 200 тыс. злотых за разглашение тайны контракта и нанесение ущерба репутации клуба.
В 2015 г. снова сменил клуб Экстралиги — на этот раз на «Унию Лешно», в составе которой впервые стал чемпионом Польши.
В конце 2006 года началось сотрудничество Эмиля со своим бессменным польским менеджером Томашем «Суси» Сускевичем, бывшим менеджером чемпиона мира Тони Рикардссона.
В 2007 году состоялся дебют Сайфутдинова в шведской лиге в составе клуба Масарна Авеста, с которой был заключён двухлетний контракт. Позже выступал за клубы Пиратерна Мотала, Элит Ветланда, Индианерна Кумла. В составе клуба «Элит Ветланда» трижды выигрывал Элитсерию, в 2015 г. стал лучшим гонщиком Элитсерии по СРЗ.
В 2011 году Эмиль выступал также в Британской Премьер-Лиге (за Coventry Bees) и Чешской Экстралиге (за AK Slany).

## Достижения в чемпионатах России
- Чемпионат России по спидвею среди юношей

в личном зачёте — 1 место (2002, 2003, 2004)
в командном зачёте — 1 место (2003, 2004), 2 место (2002)
- Чемпионат России по спидвею среди юниоров

в личном зачёте — 1 место (2005 — стал самым молодым чемпионом за всю историю гонок в стране — в 15 лет, 2008), 2 место (2007)
в командном зачёте — 1 место (2005), 2 место (2004, 2007), 3 место (2008)
- Чемпионат России по спидвею

в личном зачёте — 2 место (2008), 3 место (2009)
в командном зачёте — 1 место (2005, 2007, 2008, 2009, 2011, 2012), 2 место (2018), 3 место (2019)
в парном зачёте — 1 место (2005, 2009), 3 место (2007)
- Кубок МФР по спидвею

в командном зачёте — 2 место (2005)

## Среднезаездный результат
| Лига         | 2005            | 2006         | 2007           | 2008            | 2009            | 2010            | 2011           | 2012           | 2013             | 2014           | 2015           | 2016           | 2017            | 2018          | 2019          | 2020        | 2021        |
| ------------ | --------------- | ------------ | -------------- | --------------- | --------------- | --------------- | -------------- | -------------- | ---------------- | -------------- | -------------- | -------------- | --------------- | ------------- | ------------- | ----------- | ----------- |
| Флаг России  | 2,271 Мега-Лада | -            | 2,78 Мега-Лада | 2,829 Мега-Лада | 2,871 Турбина   | -               | 2,613 Турбина  | 2,655 Турбина  | 2,667 Салават    | 2,857 Салават  | -              | -              | -               | 3,000 Турбина | 2,810 Турбина | -           | -           |
| (E)          | -               | 1,353 Быдгощ | 1,463 Быдгощ   | -               | 2,189 Быдгощ    | 2,286 Быдгощ    | -              | 2,258 Быдгощ   | 2,260 Влукняж    | 2,279 Торунь   | 2,141 Лешно    | 2,029 Лешно    | 2,022 Лешно     | 2,216 Лешно   | 2,361 Лешно   | 2,523 Лешно | 1,954 Лешно |
| (I)          | -               | -            | -              | 2,535 Быдгощ    | -               | -               | 2,539 Быдгощ   | -              | -                | -              | -              | -              | -               | -             | -             | -           | -           |
| (E)          | -               | -            | 1,788 Масарна  | 1,773 Масарна   | 2,000 Пиратерна | 2,600 Пиратерна | -              | 1,747 Ветланда | 1,722 Индианерна | 1,887 Ветланда | 2,569 Ветланда | 1,933 Ветланда | 1,775 Пиратерна | -             | -             | -           | -           |
| Флаг Дании   | -               | -            | -              | -               | 2,692 Войенс    | 2,333 Войенс    | -              | -              | -                | -              | -              | -              | -               | -             | -             | -           | -           |
| Флаг Украины | -               | -            | -              | -               | -               | 3,000 Турбина   | -              | -              | -                | -              | -              | -              | -               | -             | -             | -           | -           |
| (E)          | -               | -            | -              | -               | -               | -               | 2,105 Ковентри | -              | -                | -              | -              | -              | -               | -             | -             | -           | -           |
| Флаг Чехии   | -               | -            | -              | -               | -               | -               | 2,143 АК Слани | -              | -                | -              | -              | -              | -               | -             | -             | -           | -           |

## Достижения на международных соревнованиях

### Юниорские соревнования
В 2005 году впервые выступил на международных соревнованиях — на Личном чемпионате Европы среди юниоров, где в полуфинале завоевал право на участие в финале, однако был дисквалифицирован с уникальной формулировкой — за недостижение минимального возраста (Эмилю на тот момент ещё не исполнилось 16 лет).
Достижения:
ЛЧЕЮ — 5 место в полуфинале, дисквалификация (2005)
КЧЕЮ — не участвовал
КЧМЮ — 4 место в полуфинале (2007), 4 место в полуфинале (2008),
ЛЧМЮ — 1 место (2007), 1 место (2008) — Эмиль стал первым в истории юниором, сумевшим выиграть два чемпионских титула.

### Взрослые соревнования
ЛЧЕ — 9 место (2013, из-за травмы смог принять участие только в 2 этапах из 4; на обоих одержал победу), 1 место (2014, 2015), 7 место (2016), 6 место (2018), 17 место (2020, 1 этап из 5 по дикой карте)
ПЧЕ — не участвовал
КЕЧ — 3 место (2007), 1 место (2008), участие в финале вне зачета (2011)
ККМ — 6 место (2007), 6 место (2008) (из-за ЛЧМЮ участвовал только в полуфинале), 4 место (2009), 5 место (2011), 3 место (2012, 2017), 7 место (2015, участвовал только в квалификации), 6 место (2016)
ЛЧМ — 3 место (2009, 2019, 2021), 15 место (2010), 6 место (2011, 2013, 2017), 5 место (2012), 8 место (2018, 2020)
Speedway of Nations — 1 место (2018, 2019, 2020)
Гран-При Челлендж 2009 — 8 место в 1/4 финала, запасной в полуфинале (нс)
В 2011 году Эмиль Сайфутдинов первоначально входил в состав российской сборной на полуфинальную гонку в Командном Кубке мира, однако за несколько дней до гонки Эмиль отказался от участия, заявив, что не поедет на соревнование без оплаты проезда его самого и команды его механиков. Финансовых средств на это не нашёл ни клуб «Турбина», обычно финансировавший поездки своих гонщиков, ни Мотоциклетная Федерация России. В итоге в состав сборной России вошли других гонщики, сумевшие, однако, вывести команду в рейс-офф. Для участия Эмиля в рейс-оффе потребовалось личное вмешательство президента МФР Александра Лункина.
В 2012 году выиграл бронзу ККМ-2012 (предыдущий раз российские гонщики становились на пьедестал лишь в 1996 году), набрав 16 из 35 очков команды в полуфинале и 17 из 30 в финале.
В сезоне 2013 не участвовал в ККМ из-за травмы, в 2014 — из-за финансовых трудностей МФР. В 2015 участвовал в квалификации ККМ, однако пропустил полуфинал и рейс-офф из-за травмы. В 2017 в качестве капитана сборной снова привёл команду к бронзовым медалям Кубка, внеся решающий вклад в успех (11 из 18 очков команды в финале), даже несмотря на отсутствие в сборной обоих братьев Лагут.
В 2018, 2019 и 2020 гг. трижды выиграл турнир Speedway of Nations, пришедший на смену ККМ.

### Участие в серии Гран-При
В конце 2008 года Эмилю Сайфутдинову как двукратному чемпиону мира среди юниоров поступило официальное приглашение («дикая карта») принять участие в сезоне Гран-При 2009 — самого престижного спидвейного соревнования в мире — в качестве постоянного гонщика. Таким образом, начиная с 1995 года, когда была внедрена система Гран-При, Эмиль стал первым российским гонщиком, получившим право выступать в ЛЧМ на постоянной основе.
Весьма успешно для спортсмена сложился сезон 2009. Эмиль выиграл 3 этапа мировой серии Гран-При: в Чехии (Прага), Швеции (Гётеборг) и Словении (Кршко), причём победил в первом же Гран-При, в котором принимал участие (Гран-При Чехии), став при этом самым юным победителем этапа Гран-При в истории.
Запомнился Эмиль и неспортивным поведением. Так, на 5-м этапе серии (Гран-При Великобритании) Сайфутдинов после 5 заезда устроил рукопашную стычку с британцем Скоттом Николлзом, за что первый был оштрафован на 600 долларов (принеся, однако, свои извинения), а второй — на 500.
Не столь, однако, удачно сложился сезон 2010. На 3-м этапе (Гран-При Чехии) в четвёртой серии заездов при атаке идущего третьим британца Криса Харриса Эмиль, не справившись с управлением, упал и не смог продолжить соревнования. Эмиль получил перелом плечевой кости левой руки, при том что он является левшой. Кость была скреплена титановой пластиной и шурупами.
По причине этой травмы Эмиль Сайфутдинов был вынужден пропустить 3 этапа Гран-При, вернувшись лишь к Гран-При Скандинавии, где по вине польского гонщика Томаша Голлоба он получил новую травму (вывих запястья правой руки), что и вынудило Эмиля досрочно завершить сезон.
19 октября 2010 года Конгресс FIM в Макао предоставил Сайфутдинову «дикую карту» на участие в серии Гран-При 2011.
В сезонах Гран-При 2011 и 2012 Эмиль Сайфутдинов занимал соответственно 6 и 5 места.
В сезоне 2013 после 8 из 12 этапов Гран-При являлся лидером общей классификации, однако на 9-м этапе (17 августа) уступил лидерство Таю Воффиндену, а 31 августа в матче Эксталиги получил травму в борьбе с Адрианом Медзински и Камилом Бжозовски и был вынужден закончить сезон. В результате по итогам сезона спортсмен остался на 6 месте.
Перед сезоном 2014 спортсмен был вынужден отказаться от участия в серии Гран-При из-за финансовых проблем, но в 2017 году снова вернулся в серию.
С момента возвращения первым ярким сезоном стал 2019, когда Эмиль повторил успех 2009 года, став третьим в мире. В течение сезона удалось выиграть этап в Халлставике, занять третье место в Войенсе и стать вторым в Кардиффе и Торуни. Был в борьбе за золото вплоть до последнего этапа, на котором после полуфинального заезда Бартош Змарзлик официально стал чемпионом мира, а Леон Мадсен набрал максимум очков, что позволило датчанину откинуть Эмиля на третье место.
В 2021 г. снова стал бронзовым призером серии Гран-При.

#### Мировая серия Гран-При
| Сезон | Номер | 1       | 2       | 3       | 4       | 5       | 6       | 7       | 8       | 9      | 10      | 11      | 12     | Место | Очки |
| ----- | ----- | ------- | ------- | ------- | ------- | ------- | ------- | ------- | ------- | ------ | ------- | ------- | ------ | ----- | ---- |
| 2009  | 15    | CZE 17  | EUR 9   | SWE 20  | DNK 14  | GBR 7   | LVA 10  | SCA 5   | NOR 14  | SVN 24 | ITA 11  | POL 8   |        | 3     | 139  |
| 2010  | 3     | EUR 14  | SWE 8   | CZE 5   | DNK —   | POL —   | GBR —   | SCA 6   | CHO —   | NOR —  | ITA —   | FNL —   |        | 15    | 33   |
| 2011  | 12    | EUR 14  | SWE 8   | CZE 6   | DNK 7   | GBR 13  | ITA 11  | SCA 13  | POL 7   | NOR 9  | CHO 10  | FNL 8   |        | 6     | 106  |
| 2012  | 6     | NZE 8   | EUR 7   | CZE 10  | SWE 12  | DNK 11  | POL 10  | CHO 7   | ITA 19  | GBR 12 | SCA 11  | NOR 15  | FNL 11 | 5     | 133  |
| 2013  | 5     | NZE 6   | EUR 15  | SWE 17  | CZE 17  | GBR 14  | POL 15  | DEN 13  | ITA 10  | LAT 7  | SVN —   | NOR —   | FNL —  | 6     | 114  |
| 2017  | 89    | SLO 12  | POL 6   | LAT 13  | CZE 2   | DEN 14  | GBR 11  | SWE 10  | POL2 11 | GER 11 | SVN 12  | POL3 7  | AUS 8  | 6     | 117  |
| 2018  | 89    | POL 8   | CZE 15  | DEN 11  | SWE 14  | GBR 8   | SCA 6   | POL2 3  | SVN 5   | GER 8  | POL3 11 |         |        | 8     | 89   |
| 2019  | 89    | POL 6   | SVN 13  | CZE 11  | SWE 17  | POL2 14 | SCA 7   | GER 10  | DEN 16  | GBR 17 | POL3 15 |         |        | 3     | 126  |
| 2020  | 89    | POL1 10 | POL2 5  | POL3 7  | POL4 14 | CZE1 14 | CZE2 10 | POL5 12 | POL6 9  |        |         |         |        | 8     | 81   |
| 2021  | 222   | CZE1 18 | CZE2 14 | POL1 14 | POL2 12 | POL3 9  | POL4 12 | SWE 12  | RUS 14  | DEN 16 | POL5 10 | POL6 18 |        | 3     | 149  |

## Прочие соревнования
- Кубок Рушкевич Спорт Маркетинг — 3 место (2006, Гнезно, юниоры)
- Парный турнир Гданьска — 1 место (в паре с Кристианом Клехой в составе «Полонии Быдгощ», 2006, Гданьск)
- Критериум Асов — 2 место (2008, Быдгощ), 3 место (2009), 1 место (2010), 1 место (2011)
- Кубок «60 лет Новой Хуты» — 1 место (2009, Краков)
- Мемориал Анатолия Степанова — 2 место (2009, Тольятти), 1 место (2011)
- Корона Болеслава Храброго — 1 место (2011, Гнезно), 2 место (2012)
- Мемориал Альфреда Смочика — 1 место (2012, Лешно)
- Кубок Президента Ченстоховы — 2 место (2012, Ченстохова)
- Eurosport Speedway Best Pairs — 2 место (в паре с Григорием Лагутой и Артёмом Лагутой в составе сборной России, 2013, Торунь)
- Личный чемпионат Экстралиги — 1 место (2014, Тарнув)
- Мемориал Любоша Томичека — 1 место (2014, Прага)
- Турнир Гербовой цепи — 3 место (2016, Острув-Велькопольски)
- Золотой шлем — 1 место (2016, Пардубице)

## Интересные факты
Спидвей — не единственный вид спорта, которым занимается Эмиль Сайфутдинов. Он принимал участие в официальных соревнованиях по зимнему мотокроссу. Кроме того, ему поступало официальное приглашение принять участие в мировой серии MotoGP (шоссейно-кольцевые гонки), однако на данный момент спортсмен не выступил ни в одном из этапов.
Эмиль Сайфутдинов имеет польское гражданство. Оно было получено им весной 2009 года с целью облегчения пересечения европейских границ во время многочисленных переездов, связанных с его спортивной деятельностью. Кроме того, польское гражданство Эмиля позволяет выступать ему в польской Экстралиге как местному гонщику, обходя, таким образом, лимит на легионеров. Однако во всех международных соревнованиях Сайфутдинов по-прежнему представляет Россию.
В данное время Эмиль Сайфутдинов проживает в Санкт-Петербурге, где вместе с известным мотокроссменом Геннадием Севостьяновым является одним из руководителей детской мотошколы «Sevostyanov & Sayfutdinov».